# ألعاب فرنسية (اليانصيب)
ألعاب فرنسية ( FDJ ) هي المشغل لألعاب اليانصيب الوطنية في فرنسا ، والراعي الرئيسي لفريق الدراجات FDJ . يترجم اسم الشركة بشكل فضفاض على أنه الشركة الفرنسية للألعاب. وتمتلك الشركة وتديرها الحكومة الفرنسية. في يوليو 2018 ، قررت الحكومة الفرنسية، التي تمتلك حاليًا 72٪ من الشركة، أن تأخذ الشركة علنًا وتبيع 50٪ من ملكيتها. هذا على أمل تجديد شباب الخزانة الوطنية.
بالإضافة إلى ألعاب اليانصيب، توفر الشركة أيضًا ألعابًا عبر الإنترنت وأسواق المراهنات الرياضية، مثل كرة القدم وركوب الدراجات في مضمار السباق / الميدان.

## روابط خارجية
- موقع Française des Jeux الرسمي على الإنترنت